# World's on Fire
World's on Fire is het eerste livealbum en de tweede dvd van The Prodigy. Het album verscheen op 11 mei 2011.

## Bezetting
- Keith Flint - zang
- Maxim Reality - MC, zang
- Liam Howlett - synthesizer
- Rob Holliday - gitaar
- Leo Crabtree - percussie

## Nummers

### Cd/dvd en cd/blu-ray
1. Intro
2. Breathe
3. Omen
4. Colours
5. Thunder
6. Warrior's Dance
7. Firestarter
8. Run with the Wolves
9. Weather Experience
10. Voodoo People
11. Omen Reprise
12. Invaders Must Die
13. Smack My Bitch Up
14. Take Me to the Hospital
15. Everybody in the Place
16. Their Law
17. Out of Space

### Bonustracks op dvd/blu-ray
1. "Run (Brixton, London)"
2. "Spitfire / Mescaline (Brazil)"
3. "Breathe (Slane Castle, Ireland)"
4. "Poison (Glastonbury, England)"
5. "Warning (T in the Park, Scotland)"
6. "Japanese Film"
7. "Voodoo (Bestival and Paris, France)"
8. "USA Film"
9. "UK Arena Tour Film"
10. "Smack My Bitch Up (Isle of Wight to Download, England)"